# Realidad virtual en la ficción
La realidad virtual en la ficción describe la representación ficticia del concepto tecnológico de la realidad virtual. 
Muchos libros y películas de ciencia ficción han imaginado personajes atrapados o entrando en una realidad virtual. 

## Literatura
The Man Who Awoke (1933) (publicado en español como El hombre que despertó en el futuro por la Editorial Edaf), una serie de relatos cortos (más adelante novela) de Laurence Manning, describe una época en el que la gente pide estar conectado a una máquina que sustituye todos sus sentidos con impulsos eléctricos, y así vivir una vida virtual elegida por ellos (como en The Matrix, pero voluntariamente). Un modelo específico y comprensivo de realidad virtual fue publicado en 1935 en el relato corto Pygmalion’s Spectacles de Stanley G.Weinbaum. Otros libros de ciencia ficción han promovido la idea de la realidad virtual como medio de sustitución parcial (pero no total) de la miseria de la realidad, o plantearla como método de crear mundos virtuales en el cual uno podría escapar de la tierra. La historia I (Profesor Corcoran) (1961) de Stanislaw Lem trata de un científico que crea un número de personas generadas por ordenadores viviendo en un mundo virtual. Más adelante exploró las implicaciones de lo que él llamaba “phantomáticas” en su novela no ficticia Summa Technologiae de 1964. 
Otras obras ficticias populares también usan el concepto de realidad virtual. Entre ellos está Neuromancer (1984) de William Gibson, en el que se define el concepto de ciberespacio, así como su novela Virtual Light de 1994, en el que el MacGuffin es una presentación visible con una especie de gafas de realidad virtual. Otros ejemplos son Snow Crash de Neal Stephenson, en el que usa el término avatar para describir la presentación de un individual en el mundo virtual, o The Hacker and the Ants de Rudy Rucker, en el que un programador usa la realidad virtual para diseñar y estudio de robots. Otherland es una serie de 4 novelas de Tad Williams, publicada entre 1996 y 2001, y ocurre en los 2070, muestra un mundo en el que Internet se ha vuelto accesible mediante la realidad virtual. Más recientemente, en la novela Ready Player One (2011) de Ernest Cline, trata de un sistema de realidad virtual llamado OASIS que la gente usa para escapar de la realidad de una tierra que se muere.

## Cine
El concepto de realidad virtual fue popularizado por películas como Brainstorm (1983) y The Lawnmower Man (1993). La serie animada Código Lyoko ocurre en un mundo virtual llamado Lyoko e Internet. 

·La película de Rainer Werner Fassbinder de 1973, Welt am Draht, basada en la novela Simulacron-3 de Daniel F. Galouye, muestra una simulación de realidad virtual dentro de otra realidad virtual.

## Televisión
·El serial de Doctor Who El asesino mortal, emitida por primera ve en 1976, introduce una realidad generada por ordenadores, que tiene aspecto de sueño, llamado the Matrix.
·En 2018 se estrena en España Wake Up, una serie digital de ciencia ficción y realidad virtual. En esta serie, prueban la nueva herramienta "Wake Up" de la E.D.U. (Education Departament Unit), que permitirá el aprendizaje mediante una app, con un grupo de jóvenes, que a causa de un error, perderán la capacidad de distinguir la realidad y la realidad virtual.

## Radio
·En 2009, BBC Radio 7, emitió Planet B, un drama de ciencia ficción ambientada en un mundo virtual. Fue una de las mayores comisiones por un programa dramático original.